# Émile Decré
Émile Decré (28 juillet 1897 à Nantes - 17 février 1973 à Oudon) est un chef d'entreprise français.

## Biographie
Émile Decré est le fils de Jules Decré (1872-1946), directeur des Grands magasins Decré et propriétaire du château de la Cholière (Orvault), et le petit-fils du fondateur, Jules-César Decré (1834-1921). Il est le cousin germain d'Achille Clarac.
Il est élève au lycée de Nantes (actuel lycée Georges-Clemenceau). Pendant la Première Guerre mondiale, lui et son frère Jean assistent leur grand-père dans la gestion des affaires familiales, son père ayant été mobilisé.

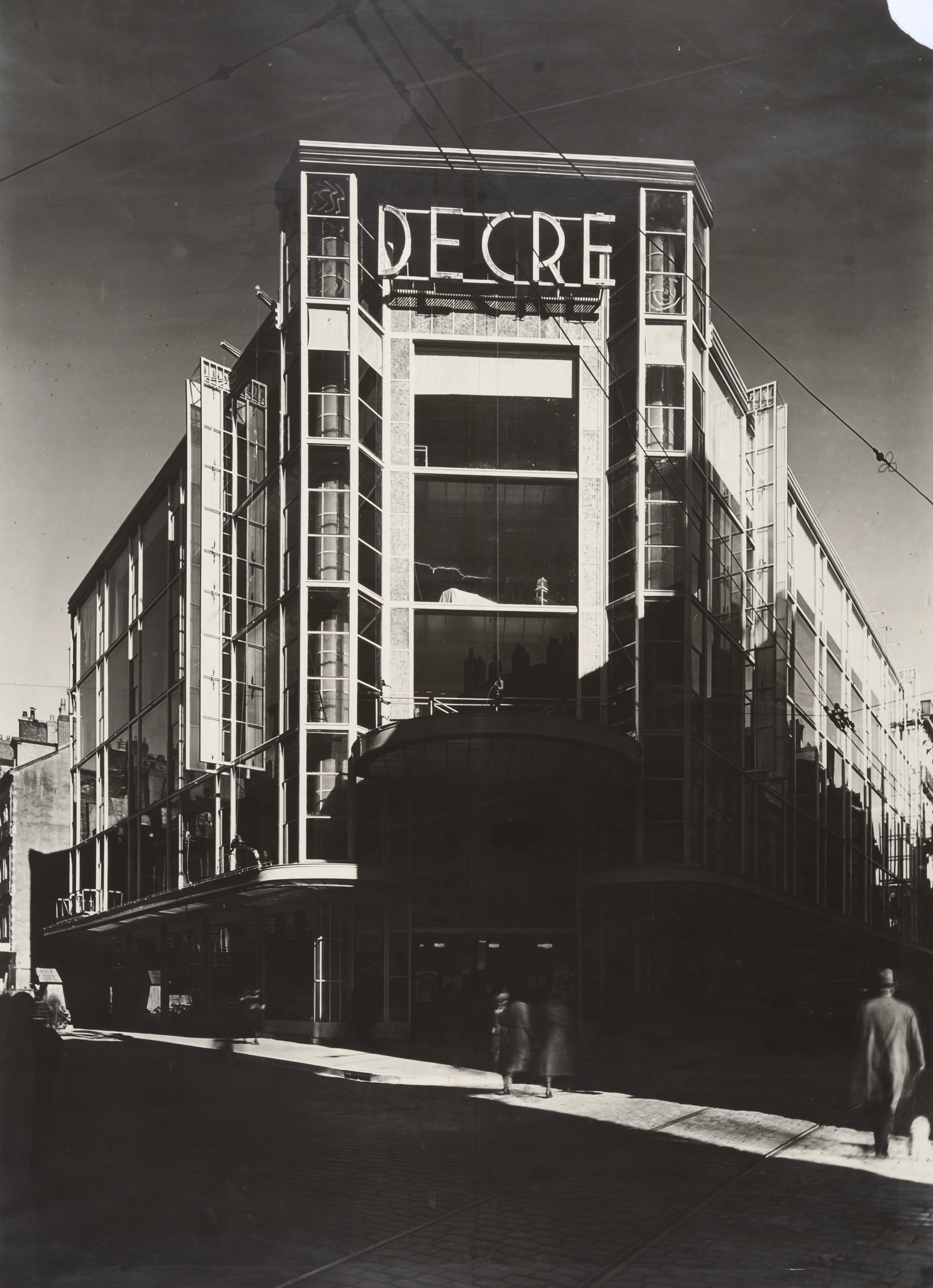
Les Grands magasins Decré en 1931.

En 1930, chargé de la responsabilité de la refonte de bâtiments commerciaux des grands magasins Decré, il recours alors au service de l'architecte Henri Sauvage notamment. La même année, il fonde la section nantaise du Patronat chrétien, la Confédération française des Professions (CFP),.
Après avoir installé des stands de glaces dans ses magasins, il fonde la société Société crémière nantaise en 1934 qui distribue les produits glacés sous la marque Frigécrème.
Il est l'initiateur du premier service social interentreprises en 1934,, par la création du premier poste de surintendante d'usine.
Il s'implique dans la reconstruction de Nantes et de sa région après la fin de la guerre.
Succédant à son père comme directeur général des Grands magasins Decré, il en devient président et contribue à son grand développement et à en faire un grand magasin moderne. Sous sa présidence est créée l'enseigne Record, à Saint-Herblain (actuel hypermarché Auchan au pied de l'immeuble du Sillon de Bretagne).
Avec ses frères Jean et Paul, il crée à Paris en 1930 la Société d'achats Decré (devenue le Groupement d'achats des grands magasins indépendants - GAGMI) qu'il préside à partir de 1947, et la Société d'achats des magasins indépendants (SAMI) à partir de 1968, et siège au conseil d'administration de la société Cassegrain.
Après la Deuxième Guerre mondiale, il voyage avec sa famille en Amérique du Nord pour étudier et importer le concept des nouveaux centres commerciaux.
Membre de la Chambre de commerce de Nantes, il est, à partir de 1936, le président du Syndicat national des magasins indépendants, ainsi que le vice-président de la Fédération nationale des entreprises à commerces multiples et de l'Office des groupements patronaux de la Loire-Atlantique. Il fut également le président du Centre français du Patronat chrétien (CFPC), devenu le Centre chrétien des patrons et dirigeants d'entreprise français, de 1957 à 1965.
Il épouse Yvonne Poupart, fille du négociant Émile Frédéric Poupart et de Marguerite Chevallier, de la famille d'Henri Poupart-Lafarge. Il est notamment le père du chef d'entreprise, aviateur et historien Bernard Decré, ainsi que beau-père d'Alexandre Vincent (fils du préfet Alexandre Vincent), de l'industriel Gilles Bouyer (président du Conseil économique et social régional des Pays de la Loire) et d'André Garnier (directeur des conserveries Cassegrain).

## Décorations
- Officier de la Légion d'honneur
- Officier de l'ordre national du Mérite
- Chevalier de l'ordre des Palmes académiques
- Chevalier de l'ordre du Mérite social
- Commandeur de l'ordre du Mérite commercial et industriel
- Commandeur de l'ordre de Saint-Grégoire-le-Grand